# Pillerpeklén
Pillerpeklén (szlovákul: Ruské Pekľany) Lubóc község része Szlovákiában, az Eperjesi kerület Eperjesi járásában.

## Fekvése

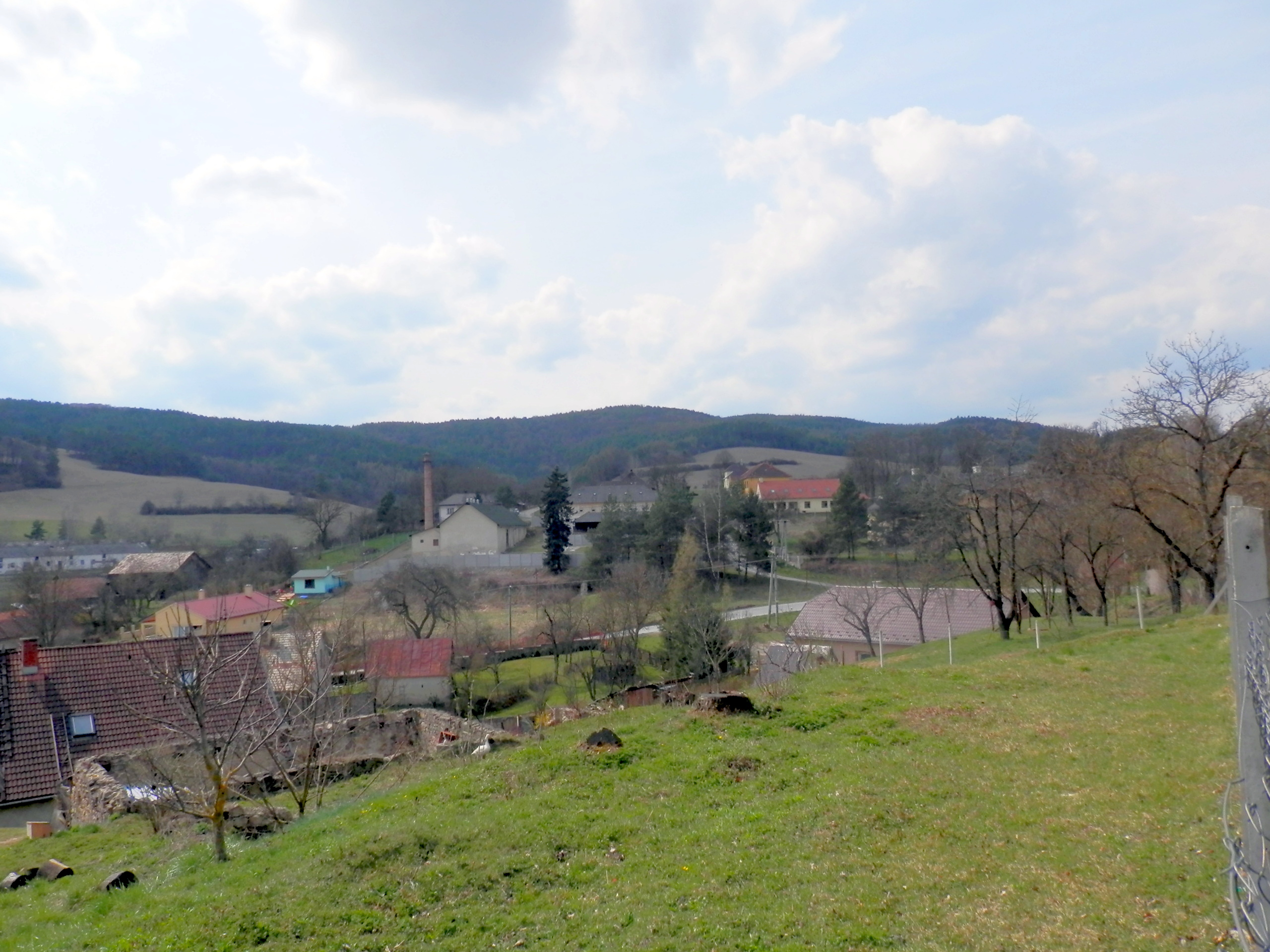
Látkép

Eperjestől 16 km-re délnyugatra fekszik. Lubóctól 1 km-re délkeletre található.

## Története
A települést 1335-ben „Poculnyk” alakban említik először az Aba nemzetség birtokaként. 1427-ben „Poklen” alakban 8 portával szerepel a dézsmajegyzékben. 1787-ben 34 házában 227 lakos élt, akik főként mezőgazdasággal, állattartással, erdei munkákkal, ezen belül főként szénégetéssel, favágással, faszén és fakereskedelemmel foglalkoztak.
A 18. század végén Vályi András így ír róla: „PEKLIN. Keczer Peklin, Orosz Peklin, és Úsz Peklin. Három falu Sáros Vármegyében, Keczer Peklinnek földes Urai több Uraságok, mellynek Ispotállya is vagyon; Orosz Peklinnek földes Ura Piller Uraság, fekszik Radácshoz közel, mellynek filiája; Usz Peklinnek pedig földes Ura Úsz Uraság. Ez fekszik Nyárs Ardóhoz nem meszsze, mellynek filiája, lakosaik külömbfélék, határbéli földgyeik közép termékenységűek, réttyek, legelőjök, erdejek elegendő van, piatzozások Szebenben, és Eperjesen alkalmatos, második osztálybéliek.”
Fényes Elek 1851-ben kiadott geográfiai szótárában így ír a faluról: „Peklin (Orosz), orosz f., Sáros vmegyében, Radács fil., 117 romai, 154 g. kath., 4 zsidó lak. F. u. többen. Ut. p. Eperjes.”
1920 előtt Sáros vármegye Eperjesi járásához tartozott.
A települést 1964-ben csatolták Lubóchoz.

## Népessége
1910-ben 251, többségben szlovák anyanyelvű lakosa volt, jelentős ruszin kisebbséggel.